# Radio Noroc
Radio Noroc este un post de radio de limbă română cu format generalist din Republica Moldova. Acoperirea sa este națională, cu emițătoare în Vulcănești - 88.8 FM, Nisporeni - 90.2 FM, Orhei - 98.2 FM, Mărcăuți - 99.3 FM, Comrat - 99.5 FM, Chișinău - 99.7 FM, Căușeni - 99.9 FM, Iargara - 100.9 FM, Trifești - 101.2 FM, Florești - 104.3 FM, Mingir - 105.1 FM, Hîncești - 106.2 FM, Ștefan Vodă - 106.3 FM și Bălți - 107.2 FM. Semnalul postului de radio „Noroc” poate fi recepționat și în regiunile învecinate localităților oficiale de difuzare a postului. Radio Noroc se axează pe transmiterea producțiilor muzicale autohtone, muzica fiind asigurată, în principal, de casa de discuri „Music Master”.
Radio Noroc poate fi ascultat și pe Internet, pe pagina oficială a postului.